# Wołczyn (gmina)
Wołczyn est une gmina mixte du powiat de Kluczbork (Voïvodie d'Opole), dans le sud-ouest de la Pologne. Son siège est la ville de Wołczyn, située environ 12 km à l'ouest de Kluczbork et 40 km au nord d'Opole.
La gmina couvre une superficie de 240,86 km2 pour une population de 14 458 habitants.

## Géographie
La gmina de Wolczyn est limitrophe de celles de Byczyna, Domaszowice, Kluczbork, Murów, Pokój, Rychtal et Trzcinica.
Outre la ville de Wołczyn, la gmina inclut les villages de Bruny, Brynica, Brzezinki, Duczów Mały, Duczów Wielki, Gierałcice, Komorzno, Krzywiczyny, Ligota Wołczyńska, Markotów Duży, Markotów Mały, Rożnów, Skałągi, Świniary Małe, Świniary Wielkie, Szklarnia Szymonkowska, Szum, Szymonków, Wąsice, Wierzbica Dolna, Wierzbica Górna et Wierzchy.